# City-Pier-City Loop 1980
De zesde editie van de City-Pier-City Loop vond plaats op zondag 29 maart 1980.
Winnaar bij de mannen werd de Noor Øyvind Dahl, die finishte in een tijd van 1:02.46. Hij versloeg hiermee de Nederlander Gerard Nijboer, die in 1:02.59 over de finish kwam. Bij de vrouwen besliste de 22-jarige Nederlandse Marja Wokke de wedstrijd in 1:13.59. Zij was de eerste vrouw die aan deze wedstrijd deelnam en zette tevens een beste wereldprestatie neer.
In totaal waren er 2027 lopers, waarvan er 330 zich voor de wedstrijd hadden ingeschreven.

## Uitslagen

### Mannen
| rang   | naam                | land | tijd    |
| ------ | ------------------- | ---- | ------- |
| Goud   | Øyvind Dahl         | NOR  | 1:02.46 |
| Zilver | Gerard Nijboer      | NED  | 1:02.59 |
| Brons  | Ian Ray             | ENG  | 1:03.25 |
| 4      | Jan Fjaerestad      | NOR  | 1:03.37 |
| 5      | Paul-John Eales     | ENG  | 1:03.37 |
| 6      | Stig-Roar Husby     | NOR  | 1:03.54 |
| 7      | Inge Simonsen       | NOR  | 1:03.56 |
| 8      | Christopher Stewart | ENG  | 1:04.10 |
| 9      | Svein-Arve Pedersen | NOR  | 1:04.30 |
| 10     | Rudi Verriet        | NED  | 1:04.35 |
| 11     | Cor Vriend          | NED  | 1:04.51 |
| 12     | Henrik Jørgensen    | DEN  | 1:05.06 |
| 13     | Colin Taylor        | ENG  | 1:05.18 |
| 14     | Orlando Pizzolato   | ITA  | 1:05.19 |
| 15     | Barry Kneppers      | NED  | 1:05.22 |
| 16     | Helge Knudsen       | NOR  | 1:05.24 |
| 17     | Michael Hurd        | ENG  | 1:05.28 |
| 18     | Roelof Veld         | NED  | 1:05.32 |
| 19     | Kjeld Johnsen       | DEN  | 1:05.33 |
| 20     | Stefano Fabbri      | ITA  | 1:05.34 |
| 21     | Bent Natvig         | NOR  | 1:05.36 |
| 22     | Kåre Osnes          | NOR  | 1:05.56 |
| 23     | Jacques Valentin    | NED  | 1:05.58 |
| 24     | Ennio Panetti       | ITA  | 1:06.02 |

### Vrouwen
| rang | naam        | land | tijd    |
| ---- | ----------- | ---- | ------- |
| Goud | Marja Wokke | NED  | 1:13.59 |

1975 ·
1976 ·
1977 ·
1978 ·
1979 ·
1980 ·
1981 ·
1982 ·
1983 ·
1984 ·
1985 ·
1986 ·
1987 ·
1988 ·
1989 ·
1990 ·
1991 ·
1992 ·
1993 ·
1994 ·
1995 ·
1996 ·
1997 ·
1998 ·
1999 ·
2000 ·
2001 ·
2002 ·
2003 ·
2004 ·
2005 ·
2006 ·
2007 ·
2008 ·
2009 ·
2010 ·
2011 ·
2012 ·
2013 ·
2014 ·
2015 ·
2016 ·
2017 ·
2018 ·
2019 (afgelast) ·
2020 ·
2021 (afgelast) ·
2022 ·
2023 ·
2024